# Сурган
Сурган (каз. Сұрған) — село в Есильском районе Акмолинской области Казахстана. Входит в состав Бузулукского сельского округа. Находится примерно в 12 км к северо-западу от центра города Есиль. Код КАТО — 114837300.

## История
В 2000—2009 годах село являлось административным центром и единственным населённым пунктом Сурганского сельского округа.

## Население
В 1999 году население села составляло 731 человек (370 мужчин и 361 женщина). По данным переписи 2009 года в селе проживало 477 человек (237 мужчин и 240 женщин).